# Alpes Mancelles
Alpes Mancelles este o arie protejată (sit de importanță comunitară — SCI) din Franța întinsă pe o suprafață de 1.190 ha, integral pe uscat.

## Localizare
Centrul sitului Alpes Mancelles este situat la coordonatele 48°21′47″N 0°04′34″W / 48.36306°N 0.07611°V.

## Înființare
Situl Alpes Mancelles a fost declarat arie specială de conservare în baza directivei 92/43 din 1992 referitoare la conservarea habitatelor naturale și a faunei și florei sălbatice pentru a proteja 7 specii de animale.

## Biodiversitate
Situată în ecoregiunea atlantică, aria protejată conține 20 de habitate naturale: Roci stâncoase cu vegetație pionieră de Sedo-Scleranthion sau Sedo albi-Veronicion dillenii, Formațiuni ierboase bogate în specii de Nardus, dezvoltate pe substraturi silicioase în zone montane (și în zone submontane, în Europa continentală), Păduri aluvionare cu Alnus glutinosa și Fraxinus excelsior (Alno-Padion, Alnion incanae, Salicion albae), Păduri de fag acidofile atlantice, cu subarboret de Ilex și, uneori, de asemenea, Taxus, la nivelul arbuștilor (Quercion robori-petraeae sau Ilici-Fagenion), Pajiști uscate seminaturale și facies de acoperire cu tufișuri pe substraturi calcaroase (Festuco-Brometalia) (* situri importante pentru orhidee), Mlaștini oligotrofe degradate, capabile încă de regenerare naturală, Râuri cu maluri nămoloase cu vegetație de Chenopodion rubri p.p. și Bidention p.p., Formațiuni de Juniperus communis pe lande sau pajiști calcaroase, Mlaștini împădurite, Pajiști uscate europene, Grohotișuri silicioase medio-europene, la altitudine înaltă, Lacuri eutrofice naturale cu vegetație de tip Magnopotamion sau Hydrocharition, Păduri pe pante, grohotișuri și ravene de Tilio-Acerion, Fânețe de joasă altitudine (Alopecurus pratensis, Sanguisorba officinalis), Păduri de fag Asperulo-Fagetum, Pante stâncoase silicioase cu vegetație casmofită, Ape stătătoare oligotrofe până la mezotrofe, cu vegetație de Littorelletea uniflorae și/sau de Isoëto-Nanojuncetea, Pajiști cu Molinia pe soluri calcaroase, turboase sau argilos-nămoloase (Molinion caeruleae), Liziere de ierburi înalte hidrofile de câmpie și de nivel montan până la alpin, Cursuri de apă de la nivel de câmpie la nivel montan, cu vegetație Ranunculion fluitantis și Callitricho-Batrachion.
La baza desemnării sitului se află mai multe specii protejate:
- nevertebrate (3): Oxygastra curtisii, Austropotamobius pallipes, rădașcă (Lucanus cervus)
- pești (4): zglăvoacă (Cottus gobio), cicar (Lampetra planeri), Cottus perifretum, boarță (Rhodeus amarus)

Pe lângă speciile protejate, pe teritoriul sitului au mai fost identificate 4 specii de plante, 4 specii de păsări, 1 specie de reptile.